# Інститут інженерної механіки та транспорту Національного університету «Львівська політехніка»
Інститут інженерної механіки та транспорту (ІІМТ) Національного університету «Львівська політехніка».

## Загальна інформація
Інститут інженерної механіки та транспорту (абревіатура — ІІМТ) — навчально-науковий інститут у складі Національного університету «Львівська політехніка». Створений в 2001 р. на базі механіко-технологічного факультету та факультету машинобудування і автомобільного транспорту.
Директором ІІМТ є д.т. н., доцент кафедри механіка та автоматизації машинобудування Ланець Олексій Степанович. Професорсько-викладацький склад інституту налічує 121 особу. З них 20 — доктори наук, професори; 65 — кандидати наук, доценти.
До складу інституту входять дев'ять кафедр, які готують фахівців з 7 напрямів і 16 спеціальностей.

## Кафедри
До складу Інституту входять вісім випускових та одна кафедра загальноінженерної підготовки.
Випускові кафедри
• Кафедра «Автомобілебудування» (АБ).

• Кафедра «Експлуатація та ремонт автомобільної техніки» (ЕРАТ).

• Кафедра «Проектування та експлуатації машин» (ПЕМ).

• Кафедра «Зварювальне виробництво, діагностика та відновлення металоконструкцій» (ЗВДВ).

• Кафедра «Механіки та автоматизації машинобудування» (МАМ).

• Кафедра «Технологія машинобудування» (ТМБ).

• Кафедра «Транспортні технології» (ТТ).

• Кафедра «Прикладне матеріалознавство та обробка матеріалів» (ПМОМ).
Кафедра загальноінженерної підготовки
• Кафедра «Деталі машин» (ДМ).

## Напрями підготовки фахівців
| Напрям підготовки (бакалаври)         | Спеціальність (спеціалісти, магістри)                                             | Випускова кафедра                                                       |
| ------------------------------------- | --------------------------------------------------------------------------------- | ----------------------------------------------------------------------- |
| Машинобудування (МБ)                  | Обладнання переробних і харчових виробництв[недоступне посилання]                 | Проектування та експлуатації машин                                      |
| Машинобудування (МБ)                  | Обладнання електронної промисловості[недоступне посилання]                        | Проектування та експлуатації машин                                      |
| Машинобудування (МБ)                  | Обладнання легкої промисловості і побутового обслуговування[недоступне посилання] | Проектування та експлуатації машин                                      |
| Машинобудування (МБ)                  | Обладнання хімічних виробництв та підприємств будівельних матеріалів              | Хімічної інженерії, Інститут хімії та хімічних технологій               |
| Машинобудування (МБ)                  | Колісні та гусеничні транспортні засоби                                           | Автомобілебудування                                                     |
| Прикладна механіка (ПМ)               | Роботомеханічні системи та комплекси                                              | Механіки та автоматизації машинобудування                               |
| Прикладна механіка (ПМ)               | Інженерія логістичних систем                                                      | Механіки та автоматизації машинобудування                               |
| Інженерна механіка (ІМ)               | Машини та технологія пакування                                                    | Механіки та автоматизації машинобудування                               |
| Інженерна механіка (ІМ)               | Технологія машинобудування                                                        | Технології машинобудування                                              |
| Автомобільний транспорт (АТ)          | Автомобілі і автомобільне господарство                                            | Експлуатації та ремонту автомобільної техніки                           |
| Транспортні технології (ТТ)           | Організація і регулювання дорожнього руху                                         | Транспортних технологій                                                 |
| Транспортні технології (ТТ)           | Організація перевезень і управління на автомобільному транспорті                  | Транспортних технологій                                                 |
| Зварювання (ЗВ)                       | Технологія та устаткування зварювання                                             | Зварювального виробництва, діагностики та відновлення металоконструкцій |
| Зварювання (ЗВ)                       | Відновлення та підвищення зносостійкості деталей і конструкцій                    | Зварювального виробництва, діагностики та відновлення металоконструкцій |
| Металургія та матеріалознавство (ММЗ) | Прикладне матеріалознавство                                                       | Кафедра прикладного матеріалознавства та обробки матеріалів             |
| Металургія та матеріалознавство (ММЗ) | Ливарне виробництво чорних та кольорових металів і сплавів                        | Кафедра прикладного матеріалознавства та обробки матеріалів             |

## Навчальні корпуси
Кафедри Інституту інженерної механіки та транспорту знаходяться у таких корпусах Національного університету «Львівська політехніка»:
- 6 навчальний корпус[недоступне посилання з червня 2019] (вул. Бандери, 32) — каф. АБ, ЕРАТ, ТТ, ДМ;
- 14 навчальний корпус[недоступне посилання з червня 2019] (вул. Професорська, 1а) — каф. МАМ, ТМБ, ЕМБ;
- 15 навчальний корпус[недоступне посилання з червня 2019] (вул. Устияновича) — лабораторії каф. ТМБ, ЕМБ, загальноінститутські навчальні аудиторії, архів університету;
- 16 навчальний корпус [Архівовано 25 грудня 2012 у Wayback Machine.] (вул. Бандери, 10) — каф. ЗВДВ;
- 17 навчальний корпус [Архівовано 25 грудня 2012 у Wayback Machine.] (вул. Бандери, 10) — лабораторії каф. ЗВДВ.

Входи до 14, 15, 16 і 17 корпусів знаходяться зі сторони вул. Професорської в подвір'ї за Науково-технічною бібліотекою.
Будівля 14 навчального корпусу цікава з історичної точки зору. До 1786 р. тут знаходився монастир Святої Марії Магдалини, потім до 1922 р. — в'язниця для жінок легкої поведінки.
З 1580 р. біля монастиря знаходилася статуя Матері Божої, яку зруйнували в 1962 р. за вказівкою радянської влади. У 2010 р. статую відновлено за сприяння адміністрації Національного університету «Львівська політехніка». Ініціювали відновлення скульптурного образу Божої Матері викладачі та студенти Інституту інженерної механіки та транспорту, а архітектурно-планувальне вирішення її відновлення розробив заступник директора Інституту архітектури Ярослав Ракочий.
У будівлі 6 навчального корпусу до початку Другої світової війни знаходився католицький монастир Святої Терези.

## Галерея зображень

14 навчальний корпус. Вигляд з подвір'я
14 навчальний корпус (справа). Вигляд із сторони вулиці Бібліотечної
16 і 17 навчальні корпуси
15 навчальний корпус
6 навчальний корпус
Статуя Матері Божої, відновлена у 2010 р за ініціативою наукової спільноти
Інтер'єр 17 навчального корпусу